# African Safari 3D
Pour plus de détails, voir Fiche technique et Distribution.
African Safari 3D est un film belge de Ben Stassen sorti en 2013.
C'est le cinquième long-métrage en 3D de Ben Stassen après Fly Me To the Moon, Le Voyage extraordinaire de Samy, Sammy 2 et Le Manoir magique.

## Synopsis
Kevin Richardson et Mara Douglais, experts de la faune et la flore, embarquent pour un périple de plus de 6 000 kilomètres depuis la côte Atlantique de la Namibie jusqu'au sommet du Kilimandjaro (Tanzanie), en passant par le Botswana, le Zimbabwe et la Zambie. Grâce à la technologie 3D et une montgolfière dirigeable, la « Cinébule », pilotée par Dany Cleyet-Marrel, aéronaute français, les paysages les plus retirés d'Afrique peuplés de nombreuses espèces animales menacées d'extinction sont découverts : les éléphants, les rhinocéros, les lions, les guépards…

## Fiche technique
- Titre original : African Safari
- Titre français : African Safari 3D
- Réalisation : Ben Stassen
- Scénario : ?
- Direction artistique : ?
- Décors : ?
- Costumes : ?
- Photographie : ?
- Son : ?
- Montage : ?
- Musique : ?
- Production :
  - Producteurs délégués : Nadia Khamlichi, Adrian Politowski, Gilles Waterkeyn
- Sociétés de production : Studiocanal, uMedia (en), nWave Pictures
- Société de distribution : Studiocanal (France)
- Budget : 10 000 000 €
- Pays d'origine : Belgique
- Langue originale : anglais
- Format : ?
- Genre : documentaire
- Durée : 86 minutes
- Dates de sortie :
  -  Allemagne : 10 octobre 2013
  -  Belgique : 2 avril 2014
  -  France : 16 avril 2014
- Licence : ?
- Classification : ?

## Distribution
- Dany Cleyet-Marrel : lui-même
- Mara Douglais : elle-même
- Kevin Richardson : lui-même

## Réception critique
Le film a reçu un accueil mitigé de la critique. La plupart des critiques saluent le côté spectaculaire du film lié à la 3D mais descendent la voix off « débilitante » et les « dialogues insipides » des experts.